# Пакер, Энн
Энн Элизабет Пакер (англ. Ann Elizabeth Packer, в замужестве — Брайтуэлл англ. Brightwell; род. 8 марта 1942, Moulsford, Оксфордшир) — британская легкоатлетка, бегунья на короткие и средние дистанции.

## Биография
В 1959 году Пакер выиграл титул английской школы 100 ярдов. В следующем году она выступала на международном уровне в прыжках в длину.
В 1962 году она вышла в финал в беге на 200 метров на чемпионате Европы и в беге на 80 метров с барьерами на Играх Содружества; она также была частью эстафетной команды 4 × 110 метров, которая выиграла две медали на этих соревнованиях. В 1963 году она сосредоточилась на 400 метрах, и уже к своей четвертой гонке на 400 м пробежала время мирового уровня 53,6 секунды.
Когда она была выбрана в олимпийскую сборную Великобритании в 1964 году, Пакер работала учителем физкультуры в женской школе округа Кумб в Нью-Малдене, графство Суррей. На Олимпиаде она делила комнату с золотой медалисткой по прыжкам в длину Мэри Рэнд. Пакер надеялся выиграть 400 метров, но был определен на второе место Бетти Катберт из Австралии, несмотря на то, что установил новый европейский рекорд в 52,20 секунды. Разочарованная, Пакер планировала пропустить соревнования на 800 метров и вместо этого отправилась за покупками, пока ее жених Робби Брайтуэлл не убедил ее принять участие в соревнованиях. До Олимпиады у Пакера было всего пять внутренних забегов на 800 метров;она взяла более длинную дистанцию, чтобы улучшить свою выносливость, и заработала третье британское место в последнюю минуту.
В своем заплыве и полуфинале Пакер финишировала пятой и третьей, пробежав 2:12,6 и 2:06,0 соответственно, обыграв французскую бегунью Маривонн Дюпюрер, показавшую 2:04,5 и 2:04,1. Таким образом, она начала финал второй самой медленной из восьми участниц, пробежав на дистанции всего семь раз. Пакер был шестым на 400 м, лежа позади Дюпюрера. Она начала свой спринт до финиша примерно со 150 м, поднялась на третье место на 100 м и взяла лидерство на финальной прямой, используя свою спринтерскую скорость, чтобы взять золото. Она побила мировой рекорд со временем 2:01,1 минуты. Победное выступление Пакера показано в Токийской олимпиаде-официальном документальном фильме об играх режиссера Кона Итикавы.
Завоевав золотую медаль, она объявила о своей отставке в возрасте 22 лет, и поэтому у нее была одна из самых коротких легкоатлетических карьер среди всех олимпийских золотых медалистов. Пройдет еще сорок лет, прежде чем другая британка, Келли Холмс, выиграет дистанцию 800 м, несмотря на то, что британские мужчины были успешны на дистанции.
Позже в тех же Играх Робби Брайтуэлл выиграл серебряную медаль в эстафете 4 × 400 м. Позже они поженились и родили трех сыновей: Гари, бегуна на 400 м, как и его мать, и Иэна и Дэвида, последние двое стали футболистами «Манчестер Сити». Она и Робби были назначены каждый MBES в 1965 году.
В 2009 году Пакер была введена в Зал славы легкой атлетики Англии.. Энн тренировала Денис Уоттс и была членом Редингского атлетического клуба, когда ее отобрали в олимпийскую сборную Великобритании.